# Весь широкий світ
«Весь широкий світ» (англ. The Whole Wide World) — американський біографічний фільм 1996 року режисера Дана Айрленда. Екранізація роману «Той, хто йшов наодинці» Новалини Прайс Елліс.

## Сюжет

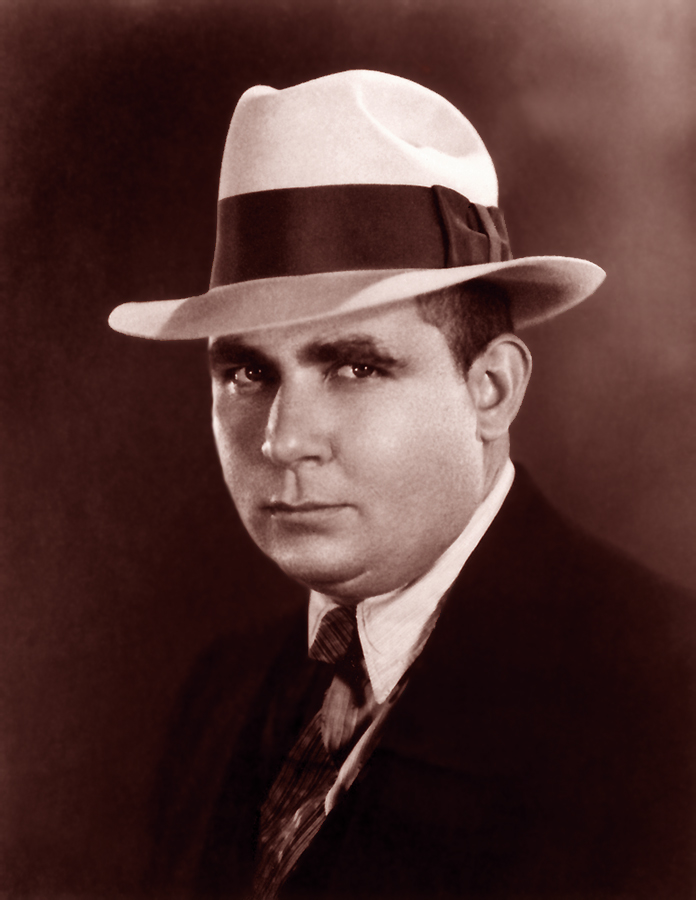
Роберт Говард. 1934

У 1933 році в Техасі шкільна вчителька Новалин Прайс Елліс (Рене Зеллвегер), що намагається опублікувати свої літературні спроби, зустрічає автора кримінальних романів Боба Говарда (Вінсент Д'Онофріо), і незабаром між ними зав'язуються приязні стосунки. Новалайн закохується в Роберта, але не отримує бажаної відповіді. Їхні відносини приречені, оскільки Боб живе у вигаданому світі своїх фантазій і не хоче втратити свою свободу. Як він каже: «Дорогою, якою я йду, я йду сам».

## Ролі виконують
- Вінсент Д'Онофріо — Роберт Говард
- Рене Зеллвегер — Новалін Прайс Елліс[en]
- Ліббі Вілларі —  Етна Рід Прайс, мати Новалайн
- Енн Веджворт[en] — місіс Говард
- Гарв Преснелл[en] — доктор Говард
- Майкл Корбетт[en] — Бут Адамс

## Навколо фільму
- Американський письменник Роберт Говард (1906—1936) протягом свого короткого бурхливого життя в часи Великої депресії написав сотні оповідань, в яких створив образи понад двох десятків героїв, серед яких найвідомішим є кімерійський воїн — Конан-варвар.
- У 1980-их роках про Конана були зняті два фільми: «Конан-варвар» (1982) та «Конан-руйнівник» (1984), головну роль в яких зіграв Арнольд Шварценеггер.

## Нагороди
- 1996 Нагорода Міжнародного кінофестивалю[it] у Форт-Лодердейлі:
  - президентська премія за найкращу операторську роботу — Клавдіо Роша

- 1998 Нагорода «Самотня зірка кіно та телебачення» (Lone Star Film & Television Awards, США):
  - найкращому акторові — Вінсент Д'Онофріо
  - найкращий сценарій — Майкл Скотт Майерс

- 1996 Премія Міжнародного кінофестивалю у Мар-дель-Плата:
  - найкраща акторка — Рене Зеллвегер

- 1996 Премія Міжнародного кінофестивалю у Сіетлі[en]:
  - приз американського незалежного спеціального журі — Дан Айрленд[en]
  - Премія «Золота космічна голка» найкращому акторові — Вінсент Д'Онофріо